# North Hudson (Wisconsin)
North Hudson – wieś w Stanach Zjednoczonych, w stanie Wisconsin, w hrabstwie St. Croix.